# Saint-Victor-sur-Ouche
Saint-Victor-sur-Ouche – miejscowość i gmina we Francji, w regionie Burgundia-Franche-Comté, w departamencie Côte-d’Or.
Według danych na rok 1990 gminę zamieszkiwały 222 osoby, a gęstość zaludnienia wynosiła 17 osób/km² (wśród 2044 gmin Burgundii Saint-Victor-sur-Ouche plasuje się na 690. miejscu pod względem liczby ludności, natomiast pod względem powierzchni na miejscu 745.).